# Helina procedens
Helina procedens este o specie de muște din genul Helina, familia Muscidae. A fost descrisă pentru prima dată de Walker în anul 1861. Conform Catalogue of Life specia Helina procedens nu are subspecii cunoscute.